# Noel Desmond Daly
Noel Desmond Daly (* 10. Februar 1929 in Sale; † 14. Januar 2004) war Bischof von Sandhurst.

## Leben
Der Bischof von Sale, Richard Ryan CM, weihte ihn am 27. Juli 1952 zum Priester.
Papst Johannes Paul II. ernannte ihn am 21. April 1979 zum Bischof von Sandhurst. Der Bischof von Sale, Arthur Francis Fox, spendete ihm am 11. Juli desselben Jahres die Bischofsweihe; Mitkonsekratoren waren Francis Xavier Thomas, Bischof von Geraldton, und Bernard Denis Stewart, Altbischof von Sandhurst.
Von seinem Amt trat er am 1. Juli 2000 zurück.